# A Celebration!!
 (août 2015).
Si vous disposez d'ouvrages ou d'articles de référence ou si vous connaissez des sites web de qualité traitant du thème abordé ici, merci de compléter l'article en donnant les références utiles à sa vérifiabilité et en les liant à la section « Notes et références ».
Albums de Dervish
Travelling Show
(2007)
A Celebration!! - 1989-2014 est une compilation du groupe folk irlandais Dervish, sortie en 2014, reprenant une sélection de titres de leurs albums de 1989 à 2014.

## Liste des titres
| No  | Titre                    | Durée |
| --- | ------------------------ | ----- |
| 1.  | Midsummer's Night        | 6:39  |
| 2.  | Snoring Biddy            | 3:03  |
| 3.  | The Coolea Jigs          | 4:28  |
| 4.  | Bold Doherty             | 4:30  |
| 5.  | Killavil Jigs            | 4:16  |
| 6.  | The Ploughman            | 2:54  |
| 7.  | Maggie's Lilt            | 5:11  |
| 8.  | Cailin Rua               | 4:16  |
| 9.  | Packie Duighnan's        | 3:29  |
| 10. | Boots Of Spanish Leather | 5:30  |
| 11. | Buckleys Fancy           | 3:39  |
| 12. | Lord Levett              | 6:07  |
| 13. | The Swallow's Tail       | 4:13  |
| 14. | Red Haired Mary          | 2:37  |
| 15. | Welcome Poor Paddy Home  | 4:12  |